# 1 048 576
1 048 576 (un million quarante-huit mille cinq cent soixante-seize) est l'entier naturel qui suit  1 048 575 et qui précède 1 048 577.

## En mathématiques
Le nombre 1 048 576 est égal à la vingtième puissance entière de 2 : 1 048 576 = 220.

## En informatique
1 048 576 octets valent un mébioctet (1 Mio) ou 1 MiB.

Ce nombre est lié à la mémoire adressable en mode réel segmenté d'un PC tournant sous MS-DOS, qui possédait finalement un bus d'adresse 20 bits (4 bits de segment et 16 bits d'offset).
C'est également le nombre maximum de lignes d'un tableau du tableur de la suite MS office; Excel.
En binaire, ce nombre s'écrit 100000000000000000000, et en hexadécimal 100000.